# Bledius washingtonensis
Bledius washingtonensis är en skalbaggsart som beskrevs av Hatch 1957. Bledius washingtonensis ingår i släktet Bledius och familjen kortvingar. Inga underarter finns listade i Catalogue of Life.